# Combat du 17 juin 1778
Guerre d'indépendance des États-Unis
Le combat du 17 juin 1778 est une bataille navale qui oppose la frégate française La Belle Poule à la frégate britannique HMS Arethusa. 
Alors que la rébellion fait rage, depuis deux ans déjà, dans les colonies britanniques d'Amérique du Nord ; Louis XVI laisse l’initiative du premier coup de canon aux Anglais. Une escadre de la Royal Navy est envoyée, comme lors du conflit précédent, opérer sur les côtes françaises. Le 17 juin, au large de Roscoff, une petite division française de quatre navires est envoyée en reconnaissance. La frégate britannique HMS Arethusa (32 canons), détachée de la flotte britannique rejoint La Belle Poule (26), qui était rentrée d’Amérique quelques semaines plus tôt après y avoir porté le traité d'alliance franco-américain (Benjamin Franklin est resté à Paris). Cette dernière refuse de « se présenter », c'est-à-dire de se rendre. Il s’ensuit cinq heures de combat acharné, jusque tard dans la nuit. Le navire, qui n’est plus qu’un ponton sanglant entièrement dégréé, échappe à la capture, avant d'être ramené à Brest le lendemain. 
Ce combat, qui s'achève par une victoire revendiquée par les deux camps, se déroule le 17 juin 1778 au large des côtes léonardes, face à la baie de Goulven. Si l'événement a, à l'époque, un retentissement considérable en France, c'est qu'il est utilisé comme casus belli par le roi Louis XVI de France pour déclarer la guerre à son cousin le roi George III du Royaume-Uni, et marque le début de l'engagement armé de la France dans la guerre d'indépendance américaine.

## La révolte des colonies anglaises d'Amérique et l'alliance franco-américaine
Le 4 juillet 1776, lors du Congrès continental les États-Unis d'Amérique déclarent leur indépendance, les colonies anglaises devenant des « États libres et indépendants ». Les habitants de ces États ne se considèrent plus dès lors comme des rebelles mais comme les citoyens libres d'une nation souveraine en lutte contre une puissance étrangère.
Les partisans de l'indépendance connaissent des fortunes diverses depuis 1773. En 1777, les insurgents, qui se trouvent dans une situation délicate, reçoivent le soutien direct de la France. Le jeune marquis de La Fayette rejoint leurs rangs avec une troupe de volontaires équipée à ses frais. La Fayette revient en France pour accompagner Benjamin Franklin et négocier le soutien officiel du royaume de France à la guerre de l'Indépendance des colonies britanniques d'Amérique.
Louis XVI reconnaît cette indépendance le 17 décembre 1777, puis signe deux traités le 6 février suivant. Le premier est un traité d'amitié et de commerce, le second scelle l'alliance des deux nations en cas de déclaration de guerre du Royaume-Uni à la France. L'Angleterre rappelle son ambassadeur en France. Devant Quiberon, le Robuste, un bâtiment de la Royale a l'honneur de saluer pour la première fois le drapeau américain, la bannière étoilée. L'aide déterminante de la France aux jeunes États d'Amérique conduit à la déclaration de guerre entre les Couronnes de France et d'Angleterre en juin 1778. La marine française qui avait à venger les affronts de la guerre de Sept Ans saisit cette déclaration avec une ardeur incroyable.
Quelques mois auparavant, en janvier 1778, la Belle Poule, sous le commandement du vicomte Bernard de Marigny, est désignée pour reconduire Benjamin Franklin en Amérique. Partie du Havre, subissant un temps exécrable en Manche, elle croise les vaisseaux anglais, le HMS Hector et le HMS Courageous, qui lui demandent à la visiter. Marigny refuse de se plier à ces exigences en répond fièrement : « Je suis la Belle Poule, frégate du Roi de France ; je viens de la mer et je vais à la mer. Les bâtiments du Roi, mon maître, ne se laissent jamais visiter. » Les Anglais n'insistent pas. Ils ignorent alors que Franklin est à bord. Le mauvais temps oblige Marigny à relâcher à Brest. Il passe le commandement de la Belle Poule à un lieutenant de vaisseau rochelais de trente-sept ans Jean-Isaac Chadeau de la Clocheterie. Benjamin Franklin, quant à lui, regagne l'Amérique sur le Sensible.

## Le combat sanglant du 17 juin 1778

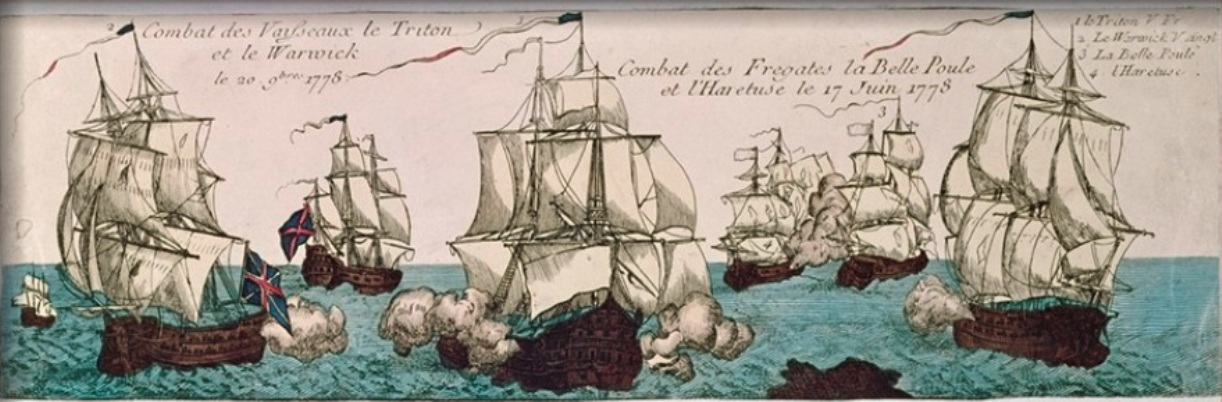
Une représentation des combats navals de 1778 dont celui de la Belle Boule contre lArethuse.

Le 15 juin 1778, Chadeau de La Clocheterie quitte Brest sur l'ordre du lieutenant général d'Orvilliers, commandant l'armée navale de l'Atlantique. Chargée d'une mission de surveillance maritime, il disposait d'une petite flotte composée de la Belle Poule, de la frégate La Licorne vaisseau de 74 canons commandée par le Comte André Marie de Gouzillon de Bélizal , de l'Hirondelle, une corvette de 16 canons de 6 livres, et du lougre le Coureur de 8 canons. Pendant deux jours, la petite division sillonne sans incident l'entrée de la Manche, supportant les longueurs de cette croisière de routine.
Au matin du mercredi 17 juin, de hautes mâtures apparaissent au-dessus de l'horizon. Bientôt on en compte une vingtaine. C'était la puissante flotte anglaise de la Manche qui, sous le commandement de l'amiral Keppel, avait quitté ses bases quelques jours plus tôt. L’Arethusa - une ancienne frégate française capturée en 1759 - avait une réputation de très « bonne marcheuse » et elle est la première à atteindre les navires français. Une bataille furieuse contre la Belle Poule éclate, occasionnant la mort du capitaine en second, M. Grain de Saint-Marceau, et de 30 membres de son équipage. L’Arethusa est sévèrement touchée par la perte d'un mât et doit se retirer, en permettant à la Belle Poule et La Licorne d'échapper à l'approche britannique, deux plus petits navires français sont capturés.
L'Hirondelle, indemne, parvient se réfugier à l'île de Batz. Moins heureux, le Coureur, resté auprès de la Belle Poule, est contraint d'amener son pavillon après deux heures de combat meurtrier contre le sloop HMS Alert, plus puissant et mieux protégé. Quant à la Licorne, elle est rejointe et arraisonnée par la frégate HMS Milford.  Le lieutenant de vaisseau le comte André Marie de Gouzillon de Bélizal après de longues heures pendant lesquelles il rend coup par coup aux boulets anglais qu'il reçoit, se retrouve entouré par 4 vaisseaux. L'un d'eux, le Hector, lui envoie "à bord deux coups de canon à boulet" . Il y répond par sa volée de tribord à babord et n'a que le temps de tirer une bordée pour l'honneur avant de se résoudre à l'amener. Il sera fait prisonnier dans le Hampshire pendant dix-neuf mois refusant de signer comme prisonnier de guerre.
Le roi Louis XVI sort de sa réserve et cite ses deux vaisseaux pris par les anglais dont la frégate du comte  André Marie de Gouzillon de Bélizal: "La saisie faite par une Escadre anglaise au mépris du droit des gens de mes frégates La Licorne et La Pallas et principalement l'insulte faite à mon pavillon m'ont forcé de mettre un terme à la modération que je m'étais proposée" 
M. de La Clocheterie rédige, le lendemain de ce jour mémorable, ce rapport destiné à M. d'Orvilliers :

## Conséquences et accueil de la nouvelle à Versailles

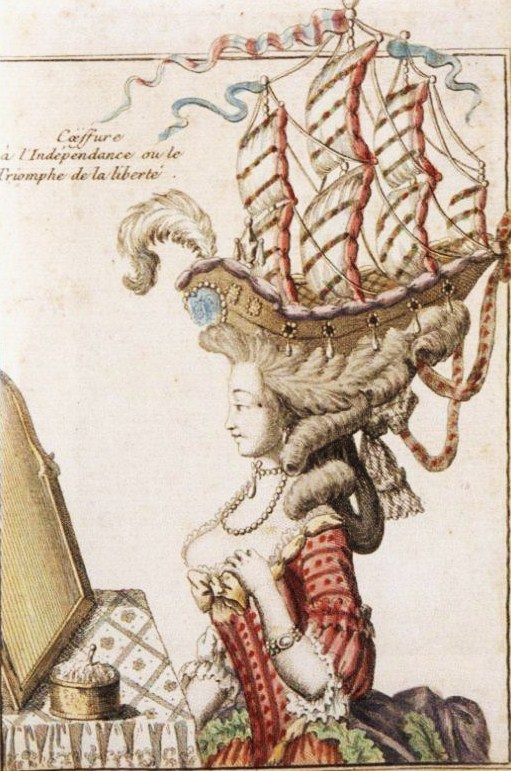
Coiffure de style Pouf « à la Belle Poule »

La capture des deux bâtiments passe inaperçue au milieu de l'enthousiasme prodigieux que soulève dans tout le royaume le combat de la Belle Poule. Les appréhensions de M. de La Clocheterie quant au sort de sa frégate se révèlent vaines : dès la réception de son rapport, le comte d'Orvilliers lui envoie en toute hâte les meilleurs pilotes de son escadre et cent matelots d'élite, qui aident les survivants de la Belle Poule à ramener celle-ci à Brest sous les yeux des vaisseaux anglais qui la guettaient. À peine a-t-elle accosté que le duc de Chartres, cousin du Roi et inspecteur général de la Marine, monte à bord pour féliciter l'état-major et l'équipage du glorieux bâtiment. Louis XVI, de son côté, manifeste sa satisfaction une semaine plus tard, en octroyant à M. de La Clocheterie un brevet de capitaine de vaisseau. L'équipage de la frégate reçoit également du Roi des promotions, pensions pour les blessés et primes.
Le retentissement suscité dans l'opinion publique est énorme, et cette lutte de cinq heures qui avait vu les blessés refuser de se laisser évacuer, les canonniers rester accrochés à leurs pièces jusqu'à leur dernier souffle, un soldat de marine ancien garde-chasse abattre 29 anglais de 29 coups de fusil avant d'être lui-même atteint mortellement, et les batteries de l'enseigne de Capellis cracher pas moins de 850 projectiles, prend une ampleur considérable. Pendant une saison entière, toutes les modes évoquent ce fait d'armes ; les dames de la Cour lancent ainsi la coiffure « à la Belle Poule » : une minuscule frégate, toutes voiles déployées, était fixée sur leurs ondulations, couronnant ainsi d'une manière patriotique « des cheveux le moderne édifice ». Au-delà des inévitables exagérations, il faut alors discerner la fierté de la France, humiliée et vaincue pendant la guerre de Sept Ans, mais voyant enfin sa Marine accepter sans émotion la lutte avec l'Angleterre et remettre en question son hégémonie maritime. Déjà le combat de la Belle Poule portait en germe la victoire d'Ouessant le mois suivant.
Pourtant, la chance ne sert guère les principaux protagonistes de cette mémorable action : le 12 avril 1782, Jean Isaac Chadeau de la Clocheterie est tué, à la bataille des Saintes, sur la dunette du vaisseau Hercule. Le 15 juillet 1780, la Belle Poule sera capturée au large du Croisic et coule bas d'eau, après s'être rendue au vaisseau anglais HMS Nonsuch, au terme de trois heures d'un combat héroïque et désespéré qui lui avait coûté 22 morts, dont son commandant, et 39 blessés. L'année précédente, son ancienne rivale, le HMS Arethusa, chassée par la frégate L'Aigrette, s'était brisée sur l'île Molène.
Mais en 1778, au lendemain du glorieux combat, nul n'aurait osé présager de si tristes destinées. Galvanisée par l’héroïsme de La Clocheterie et de son équipage, l'opinion publique du royaume entier exige une réponse énergétique à l'arrogance britannique. Ce combat symbolique, mais acharné, fait oublier la saisie des deux autres unités et déclenche un torrent d’euphorie guerrière dans tout le pays. L'enthousiasme des foules est à son comble, témoin de la force inouïe du patriotisme et du désir unanime de gloire des Français. L'abbé de Véri, qui se trouve alors à Versailles n'entend qu'un seul cri dans les couloirs : « Guerre ! Guerre ! » On imprime des récits enjolivés du combat, on vend dans la rue des estampes allégoriques et les élégantes arborent au milieu de flots de rubans de gigantesques coiffures dites A la frégate ou A la Belle Poule. Dans l’opinion on ne parle que de guerre de vengeance. Le commandant de la Belle Poule, La Clocheterie, est récompensé de sa bravoure par une promotion au commandement d'un vaisseau de 64 canons, le Triton. Cette bataille est pourtant aussi considérée comme une victoire en Grande-Bretagne, et célébrée par une chanson « The Saucy Arethusa ».
Le 10 juillet, une lettre de Louis XVI à l'Amiral de France ordonnait l'ouverture officielle des hostilités contre les forces navales anglaises. La guerre d'indépendance des États-Unis, conséquence historique de ce combat, commence.

## Sources et bibliographie
Sources anciennes
- Onésime-Joachim Troude et Prosper Levot, Batailles navales de la France, Paris, Challamel Aîné, 1867, 471 p. (lire en ligne), p. 22-24
- (en) The Encyclopædia Britannica : or Dictionary of Arts, Sciences, and General Literature, vol. 2, t. V, Édimbourg, Adam Black, 1842, VII éd., 792 p. (lire en ligne), p. 405-406

Sources récentes
- Jean Meyer et Martine Acerra, Histoire de la marine française : des origines à nos jours, Rennes, Ouest-France, 1994, 427 p. [détail de l’édition] (ISBN 2-7373-1129-2, BNF 35734655)
- Michel Vergé-Franceschi (dir.), Dictionnaire d'Histoire maritime, éditions Robert Laffont, coll. « Bouquins », 2002
- Jean-Christian Petitfils, Louis XVI, Paris, éditions Perrin, 2005, 1116 p. (ISBN 2-262-01484-1)
- Jean Cornuault, Un panorama de la Marine, de Louis XV à Charles X, en passant par la Révolution et l'Empire, par un témoin essentiel, l'amiral François de Rosily-Mesros, officier de marine de 1762 à 1826, Éditions L'Harmattan, 2008, 319 p. (lire en ligne), p. 87-91